# الوتر المشدود (مسلسل)
الوتر المشدود مسلسل مصري إنتاج 2009. تاليف عماد نافع واخراج خالد بهجت.

## بطولة
- آثار الحكيم: بدور "أميرة".
- معالي زايد: بدور "وداد".
- أحمد خليل: بدور "فخري".
- كمال أبو رية: بدور زوج "أميرة".